# 聖母子とイニューディ
『聖母子とイニューディ』（せいぼしとイニューディ、伊: Madonna col Bambino tra ignudi 、英: Madonna and Child with Ignudi）は、初期イタリア・ルネサンスの画家ルカ・シニョレッリが1490年ごろ、板上に油彩で描いた絵画である。メディチ家のカステッロの別荘のために描かれ、そこで『画家・彫刻家・建築家列伝』を著したマニエリスム期の画家・伝記作家のジョルジョ・ヴァザーリが見ている。サンドロ・ボッティチェッリの『プリマヴェーラ』と『ヴィーナスの誕生』(ともにウフィツィ美術館所蔵) も委嘱したロレンツォ・ディ・ピエルフランチェスコ・デ・メディチ が制作を依頼した。作品は現在、フィレンツェのウフィツィ美術館に所蔵されている。作品の題名は、背景に見えるイニューディ (裸体像) に由来する。

## 作品
画面下部3分の2には絵具で描かれた偽の「トンド」 (円形画) があるが、「トンド」は個人の邸宅やフィレンツェ共和国の執政官用の宗教画に人気の形式であった。だまし絵的な要素と架空の要素を合わせている点は、シニョレリが描いたオルヴィエート大聖堂のフレスコ画を想起させる。そのフレスコ画では、画面が半円形のアーチの下にあるように見せかけている。
「トンド」には、大地に座った聖母マリアと幼子イエス・キリストが表されている。廃墟に囲まれている聖母は裸体のイエスの世話に没頭している。背景にも裸体の人物がいるが、その意味は定かではない。1つの解釈として、モーセの律法書とキリストの到来以前の人類を表しているというものがある。なお、同様の裸体像はミケランジェロの『聖家族 』 (ウフィツィ美術館) にも見られる。
聖母子像の上には、モノクロームによる洗礼者ヨハネの胸像があり、左右には同じくモノクロームで2人の執筆中の預言者が描かれている。この画面上部のモノクロームの色彩は、その下の聖母マリアを生き生きと見えるようにする効果を持っている。
いずれにしても、本作に見られる図像的な複雑さと異例の構成は、依頼者であるロレンツォ・ディ・ピエルフランチェスコ・デ・メディチが非常に教養があり、前衛的な人物であったことを示唆しているように思われる。